# جورج جاکوبسون
جورج جاکوبسون (انگلیسی: Jorge Jacobson; ۲۵ فوریهٔ ۱۹۳۶ – ۳۱ ژوئیهٔ ۲۰۱۴) روزنامه‌نگار، گوینده اخبار، و نویسنده یهودی-تبار اهل آرژانتین بود.
او ۱۳ سال (۱۹۹۷ تا ۲۰۱۰) مجری یک برنامه پرمخاطب تلویزیونی بوده‌است.
او در سن ۷۸ سالگی بر اثر حمله قلبی درگذشت.